# Sous-district (Syrie)
Les sous-districts ou « nahiés » de Syrie (en arabe : نواحي / nawāḥī, au singulier ناحية / nāḥiya) composent les districts de Syrie, qui eux-mêmes composent les gouvernorats de Syrie.